# Ivana Iozzia
Ivana Iozzia (Como, 18 febbraio 1973) è una maratoneta italiana, tre volte campionessa nazionale (2005, 2007 e 2012).

## Biografia
Nel 2004 si è piazzata in trentesima posizione ai mondiali di mezza maratona, mentre l'anno seguente si è piazzata in trentasettesima posizione nella medesima manifestazione, che ha invece concluso in trentacinquesima posizione nel 2006 ed in quarantunesima posizione nel 2009.

## Campionati nazionali
2001
- 14ª ai campionati italiani di maratonina - 1h18'40"

2002
- 13ª ai campionati italiani di maratonina - 1h14'27"

2003
- 5ª ai campionati italiani assoluti, 10000 m piani - 34'19"87
- 5ª ai campionati italiani di maratonina - 1h14'04"

2004
- Bronzo ai campionati italiani assoluti, 10000 m piani - 34'25"83
- 6ª ai campionati italiani di maratonina - 1h14'41"

2005
- Oro ai campionati italiani di maratona - 2h35'55"
- Argento ai campionati italiani di maratonina - 1h13'51"
- Argento ai campionati italiani di 10 km su strada - 33'56"

2006
- Argento ai campionati italiani di maratona - 2h36'16"

2007
- Oro ai campionati italiani di maratona
- 4ª ai campionati italiani di maratonina - 1h17'38"

2010
- 5ª ai campionati italiani di maratonina - 1h15'42"
- 7ª ai campionati italiani di 10 km su strada - 34'33"

2012
- Oro ai campionati italiani di maratona
- 4ª ai campionati italiani di 10 km su strada - 35'41"

2013
- 10ª ai campionati italiani assoluti, 10000 m piani - 35'31"82
- 7ª ai campionati italiani di 10 km su strada - 34'23"

2014
- 8ª ai campionati italiani di maratonina - 1h15'01"

2016
- 19ª ai campionati italiani di maratonina - 1h21'27"
- 11ª ai campionati italiani di 10 km su strada - 35'13"

2017
- 13ª ai campionati italiani di 10 km su strada - 35'42"

2018
- 10ª ai campionati italiani di 10 km su strada - 36'16"

2019
- 11ª ai campionati italiani di maratonina - 1h19'28"

2021
- 13ª ai campionati italiani di maratonina - 1h18'09"
- 18ª ai campionati italiani di 10 km su strada - 35'11"

2022
- 43ª ai campionati italiani di corsa campestre
- 24ª ai campionati italiani di 10 km su strada - 36'06"

2023
- 41ª ai campionati italiani di 10 km su strada - 36'36"

2024
- 12ª ai campionati italiani di maratonina - 1h18'53"
- 32ª ai campionati italiani di 10 km su strada - 35'54"

2025
- 45ª ai campionati italiani di corsa campestre - 31'53"

## Altre competizioni internazionali
2000
- 21ª alla Maratona di New York ( New York) - 2h48'29"

2001
- 28ª alla Maratona di New York ( New York) - 2h49'16"

2002
- Bronzo alla Padova Marathon ( Padova) - 2h45'08"

2003
- 12ª alla Maratona di Berlino ( Berlino) - 2h35'39"

2004
- Bronzo alla Stramilano ( Milano) - 1h15'09"

2005
- Argento alla Maratona di Firenze ( Firenze) - 2h41'48"
- Bronzo alla Stramilano ( Milano) - 1h13'43"
- 13ª alla BOclassic ( Bolzano), 5 km - 17'14"

2006
- Bronzo alla Maratona di Venezia ( Venezia) - 2h36'13"
- Bronzo alla Stramilano ( Milano) - 1h13'26"
- 11ª alla BOclassic ( Bolzano), 5 km - 17'03"
- Bronzo alla Stralivigno ( Livigno) - 1h29'26"

2007
- Bronzo alla Maratona di Venezia ( Venezia) - 2h34'52"
- 8ª alla Maratona di Roma ( Roma) - 2h35'26"

2008
- 4ª alla Milano Marathon ( Milano) - 2h37'32"

2009
- 5ª alla Padova Marathon ( Padova) - 2h34'21"
- 4ª alla Maratona di Firenze ( Firenze) - 2h37'35"

2010
- 11ª alla Maratona di Berlino ( Berlino) - 2h39'29"
- 12ª alla BOclassic ( Bolzano), 5 km - 17'37"

2011
- 4ª alla Padova Marathon ( Padova) - 2h35'58"

2012
- 17ª alla BOclassic ( Bolzano), 5 km - 18'25"

2013
- Oro alla Maratona di Torino ( Torino) - 2h34'12"
- Oro al Giro Media Blenio ( Dongio) - 35'57"
- 17ª alla BOclassic ( Bolzano), 5 km - 17'48"

2014
- Argento al Giro Media Blenio ( Dongio) - 36'44"

2016
- Bronzo alla Maratona di Venezia ( Venezia) - 2h37'04"
- Bronzo al Giro Media Blenio ( Dongio) - 36'50"

2017
- 14ª alla Maratona di Francoforte ( Francoforte sul Meno) - 2h39'15"
- 10ª alla Stramilano ( Milano) - 1h17'48"
- 9ª nella classifica generale della Coppa del mondo di corsa in montagna

2018
- Bronzo al Giro Media Blenio ( Dongio) - 37'09"

2023
- 14ª alla Maratona di New York ( New York) - 2h41'52"

2024
- 6ª alla Maratona di Venezia ( Venezia) - 2h45'22"